# Patrick Carnes
Patrick J. Carnes (ur. 1944) – amerykański lekarz seksuolog specjalizujący się w zagadnieniach dotyczących uzależnień, zwłaszcza uzależnienia seksualnego.

## Życiorys
Ukończył St. John’s University w Collegeville (Minnesota) uzyskując stopień B.A.. Tytuł M.A. uzyskał na Brown University w Providence (Rhode Island), a Ph.D. – na University of Minnesota, w dziedzinie doradztwa edukacyjnego i organizacji rozwoju.

## Działalność naukowa
Pracuje w The Meadows, ośrodku zajmującym się uzależnieniami i innymi zaburzeniami psychiatrycznymi w Wickenburg (Arizona), kieruje tam działem uzależnień seksualnych. Wcześniej, pracował w podobnym charakterze w ośrodku w Hattiesburgu (Mississippi) i brał udział w tworzeniu programu certyfikacyjnego dla terapeutów uzależnienia seksualnego. Zaprojektował pierwszy w USA zakład leczniczy dla osób cierpiących z powodu uzależnienia seksualnego w Golden Valley Health Center w Minnesota. W książce Don't Call It Love podsumował swoje doświadczenia z pracy nad wydobywaniem osób z uzależnienia.
Jest redaktorem naczelnym czasopisma Sexual Addiction & Compulsivity: The Journal of Treatment and Prevention wydawanego przez National Council of Sexual Addiction and Compulsivity. Jest członkiem National Council of Sexual Addiction and Compulsivity. Pełni funkcję doradczą przy American Academy of Health Care Providers in the Addictive Disorders. Jest wiceprezesem Interfaith Sexual Trauma Institute (ISTI).

## Poglądy naukowe
Patrick Carnes wysuwa następujące kryteria rozpoznania uzależnienia od seksu:
1. Powtarzające się próby kontrolowania oraz ograniczania pewnych zachowań seksualnych;
2. Dłuższe i dalej idące zachowania niż planowane;
3. Chroniczne zmaganie się, nieudane próby zaprzestania, zmniejszenia oraz kontrolowania zachowań seksualnych;
4. Spędzanie ogromnej ilości czasu związanego z: poszukiwaniem seksualnych sytuacji, oddawaniu się seksualnym eskapadom, oraz leczeniu moralnego kaca;
5. Częste myślenie, planowanie, fantazjowanie dotyczące seksualnych doświadczeń;
6. Zaprzestawanie ważnych obowiązków rodzinnych, zawodowych i towarzyskich na korzyść przyjemności seksualnych;
7. Kontynuowanie zachowań seksualnych pomimo oczywistych strat, trwałych i powtarzających się problemów;
8. Uczucie wzrastającego nienasycenia, potrzeba poddawania się kolejnym, bardziej ryzykownym i niebezpiecznym, bardziej intensywnym zachowaniom seksualnym w celu osiągnięcia tego samego poziom euforii i zadowolenia seksualnego;
9. Ograniczanie lub zaprzestawanie towarzyskich, zawodowych oraz innych przyjemnych / rozrywkowych zachowań – aby wygospodarować więcej czasu na zachowania seksualne;
10. Doświadczanie nieprzyjemnych emocjonalnych stanów (np.: niepokój, podenerwowanie, brak spokoju) gdy nie jest możliwe zrealizowania kompulsywnego zachowania[3].

## Odznaczenia
Odznaczony nagrodą za dorobek życiowy przez National Council of Sex Addiction and Compulsivity użyczył swego nazwiska dla corocznej nagrody przyznawanej przez NCSA/C (Nagroda Carnesa) wyróżniającej badaczy i klinicystów w dziedzinie seksuologii.

## Publikacje
Patrick Carnes jest autorem wielu książek, m.in.:
- Out of the Shadows: Understanding Sexual Addiction (1992, wyd. zm.)[2]
- Contrary To Love: Helping the Sex Addict (1989)[2]
- A Gentle Path Through The Twelve Steps For All People In The Process Of Recovery (1993, wyd. zm.)
- Don't Call It Love: Recovery From Sexual Addition (1991)
- Understanding Us[2]
- Sexual Anorexia: Overcoming Sexual Self-Hatred[2]
- The Betrayal Bond: Breaking Free of Exploitive Relationships (1997)[2]
- Open Hearts (1999)[2]
- Facing the Shadow (2001)[2]
- In the Shadows of the Net (2001)[2]
- The Clinical Management of Sex Addiction (2002)[2].

Na język polski przełożono jedną z jego książek pod tytułem Don't Call It Love. Recovery from Sexual Addiction
- Patrick Carnes: Od nałogu do miłości. Jak wyzwolić się z uzależnienia od seksu i odnaleźć prawdziwe uczucie. Przełożył Wojtek Sułecki. Media Rodzina, 2009. ISBN 83-7278-009-9. Brak numerów stron w książce